# Secretaria Municipal de Urbanismo do Rio de Janeiro
Secretaria Municipal de Urbanismo (SMU) é um órgão do Governo Municipal do Rio de Janeiro que foi criada com a finalidade de formular e executar a política municipal de urbanismo. O atual secretário é Sergio Dias, e a subsecretária é Maria Madalena Saint Martin de Astácio.